# Local Operating Network
Local Operating Network (LON) is een standaard voor een lokaal opererend netwerk van het type veldbus, gebaseerd op één kabel (LON-bekabeling) waarop zowel sensoren als actoren zijn aan te sluiten (LON-technologie) en waaraan ook een controlerend apparaat kan worden aangesloten om sensoren en actoren zinvol met elkaar te laten communiceren en werken.
De samenstelling van de LON-bekabeling en alle er aan gekoppelde apparatuur wordt ook wel LonWorks genoemd.
De LON-bekabeling en LON-technologie werd vooral veel gebruikt in gebouwen ten behoeve van de gebouwintelligentie (ook wel domotica). Tegenwoordig wordt in plaats van de LON-bekabeling de ethernetbekabeling gebruikt. Voordeel hiervan is dat er al zeer veel voor ontwikkeld is en er kan gemakkelijk een koppeling gemaakt worden met de "buitenwereld" via internet.
LON is rond 1990 ontwikkeld door het Amerikaanse bedrijf Echelon Corporation. Deze technologie is sinds december 2008 door de IEC en ISO erkend als internationale norm en is gedocumenteerd in de 14908-x-normenreeks, nadat deze al als Europese norm met dezelfde codenummers was vermeld. Op dat moment waren er meer dan 100 miljoen apparaten met deze technologie geïnstalleerd. LON wordt bijvoorbeeld gebruikt in de Willis Tower, op Frankfurt Main Airport, Post Tower Bonn, Business Tower Neurenberg, om de straatverlichting in Oslo en in het Reichstag-gebouw te regelen.

## Concept
Het oorspronkelijke kernidee van het Lon Fieldbus-systeem was gedecentraliseerde automatisering in flat, d. H. Niet of slechts licht verticaal verdeelde systemen. In de LON communiceren apparaten (in de terminologie knooppunten of Engelse knooppunten) via een bus samen. De mentale benadering van gedecentraliseerde automatisering met LON zorgt voor een onderverdeling van knooppunten in sensoren, actuators en controllers. Alleen lokaal benodigde informatie moet zo ver mogelijk worden verwerkt tot "Location". Dit concept staat in contrast met hiërarchisch georiënteerde systemen waarin een computer op een hoger niveau (meestal een programmeerbare controller — direct digitaal besturingsstation) alle gegevens verzamelt.

## Hardware
Hardware zij-kern van dit veldbussysteem is het neuron (chip). De Neuron-chip bevat drie 8-bits processors (CPU's):
- De media-toegang CPU regelt de fysieke verbinding met het netwerk.
- Het netwerk CPU is verantwoordelijk voor het coderen en decoderen van netwerkberichten.
- Op de Applicatie CPU wordt de software geprogrammeerd door de gebruiker uitgevoerd, wat de werkelijke "intelligentie" van een knooppunt vertegenwoordigt.

Elke neuronchip bevat een globaal uniek, 48-bits ID-nummer (de neuron-ID), met behulp waarvan elk busknooppunt in het netwerk duidelijk kan worden geïdentificeerd. De Neuron-chip werd aanvankelijk geproduceerd door zowel Motorola als Toshiba. Begin 2001 stopte Motorola echter met de productie van de Neuron-chip. Nieuwe toevoegingen waren Cypress en Echelon. Er zijn nu ook oplossingen beschikbaar waarbij de LON-protocolstack op andere processors draait (bijvoorbeeld ARM7).
Het communicatieprotocol van deze veldbus wordt het LonTalk-protocol genoemd. Het LonTalk-protocol definieert lagen 2 tot 7 van het OSI-referentiemodel. Voor de fysieke laag (laag 1 van het OSI-model) zijn verschillende transceivers beschikbaar, zoals bekabelde transmissie, radio, glasvezel, maar ook powerline-communicatie.
Gegevenscodering op de fysieke laag kan direct worden bestuurd door de Neuron-chip of door de transceiver zelf. Voor directe besturing biedt het LonTalk-protocol de bedrijfsmodus Direct Mode. De gegevens zijn gecodeerd in Manchester-code. Als toegangsmethode wordt een aangepaste p-persistente CSMA met optionele collisiedetectie gebruikt, met de mogelijkheid om afzonderlijke berichten prioriteit te geven. In de speciale modus kunnen zendontvangers met hun eigen signaalverwerking worden aangestuurd. In deze modus neemt de transceiver zelf de mediatoegang over. In principe is dit veldbussysteem een multi-mastersysteem.
Logisch gezien communiceren de nodes met elkaar via communicatieobjecten, zogenaamde Netwerkvariabelen (NV). Zogenaamde SNVT's (Standard Network Variable Types) zijn gedefinieerd zodat knooppunten van verschillende fabrikanten met elkaar kunnen communiceren. Dit zijn gegevenstypen vanuit het oogpunt van de gebruiker, bijvoorbeeld de Typ SNVT_temp_p, dat een temperatuur belichaamt. De organisatie die dit stimuleert is LonMark International.

## Software
Aan de softwarekant worden nodes met applicaties voor standaardtaken of vrij programmeerbare systemen gebruikt. Voor de applicaties met standaardtaken zijn de netwerkinterface en – indien nodig – ook de taken in LonMark gestandaardiseerd of aanbevolen. De taken zijn onderverdeeld in LonMark-objecten, ook wel functionele profielen genoemd. Voorbeelden zijn de lampactor, de schakelaar en het object constantlichtregelaar. Gratis programmeren vindt bijvoorbeeld via Neuron C (bijvoorbeeld met de NodeBuilder van Echelon), een ANSI C-extensie of via grafische programmering (bijvoorbeeld met het IPOCS-programmeersysteem van SysMik).
Netwerkbeheertools worden gebruikt om de communicatie tussen de apparaten (de "binding"), de inbedrijfstelling en het beheer in LON-netwerken te definiëren. Voor de fysieke toegang tot de LON-netwerken worden verschillende soorten netwerkinterfaces gebruikt, bijvoorbeeld pc-insteekkaarten.
LonWorks Network Services (LNS), een client/server-architectuur met een geïntegreerde database, heeft zich gevestigd voor het softwarebeheer van de informatie. Voor de aansluiting op het gebouwbeheersysteem (GBS) – of in de algemene terminologie van de automatiseringstechnici op SCADA-systemen (Supervisory Control and Data Acquisition) – zijn er interfaces die voldoen aan de stand van de techniek, bijvoorbeeld via OLE voor procesbesturing (OPC).
Net als bij sommige andere bussystemen maakt de LON-topologie het mogelijk om regelaars (producten) van verschillende fabrikanten met elkaar te combineren. Er zijn verschillende LNS-netwerkbeheertools van verschillende fabrikanten (bijv. LonMaker van Echelon, NL220 van Newron System, ALEX van spega of CARE van Honeywell) beschikbaar voor het parametreren van de apparaten en het maken van de bindingen. Ze verschillen zowel in het type grafische weergave van het LON-netwerk als in de omvang van de aangeboden beheerdiensten.
Bij gebruik van de LNS-architectuur van Echelon moeten licentiekosten (device credits) eenmalig worden betaald voor elke node die in het netwerk is geïntegreerd. Om deze kosten te vermijden, hebben sommige fabrikanten netwerkbeheersystemen ontwikkeld die niet op LNS zijn gebaseerd. Voorbeelden van dergelijke systemen zijn NLStart van Newron System, NiagaraAX-framework van Tridium en Honeywell CARE.

## Frameworks
OSGi – middleware-standaard (Java-framework) voor de integratie van LON in servicegateways.

## Organisaties
De internationale organisatie van fabrikanten, integrators en gebruikers van LON-technologie is LonMark International, gevestigd in San Jose, Californië, VS.
In Duitsland is een gebruikersorganisatie voor LON actief, LonMark Germany (voorheen "LON User Organization e.V. LNO"). Vrijwel alle bekende fabrikanten van LON-apparaten en erkende specialisten op dit gebied staan vermeld in LonMark Duitsland.
Zogenaamde LonMark Affiliates zijn ook actief in andere Europese landen, evenals in Azië en Amerika.
De Europese LonMark Affiliates zijn georganiseerd in LonMark Europe.